# Microsoft PowerPoint
Microsoft PowerPoint (plným jménem Microsoft Office PowerPoint) je nástroj na tvorbu prezentací z kancelářského balíku Microsoft Office od společnosti Microsoft.
Prezentace mohou sloužit pro ukázku různých produktů, služeb, či jiných aktivit.
Starší verze používaly koncovku „.ppt“. Novější verze jako 2007, 2010, 2013 a 2016 používají k ukládání koncovku „.pptx“. X v koncovce značí XML, což je rozšiřitelný značkovací jazyk podobný HTML.

## Přehled verzí
| Rok vydání | Verze                       |
| ---------- | --------------------------- |
| 1993       | PowerPoint 4.0              |
| 1995       | PowerPoint 7 pro Windows 95 |
| 1997       | PowerPoint 97               |
| 1999       | PowerPoint 2000             |
| 2001       | PowerPoint 2002             |
| 2003       | PowerPoint 2003             |
| 2006       | PowerPoint 2007             |
| 2010       | PowerPoint 2010             |
| 2013       | PowerPoint 2013             |
| 2016       | PowerPoint 2016             |
| 2019       | PowerPoint 2019             |
| 2021       | PowerPoint 2021             |